# 栗山正隆
栗山 正隆（くりやま まさたか、1945年（昭和20年）6月23日 - ）は、日本の政治家。元京都府亀岡市長（3期）。

## 来歴
京都府亀岡市出身。篠村立安詳小学校（現：亀岡市立安詳小学校）、洛星中学校・高等学校卒業。1968年（昭和43年）3月、京都大学農学部卒業。同年4月、京都府職員に採用された。
2003年（平成15年）10月6日、亀岡市長の田中英夫が次期衆院選に出馬するために辞職。これに伴って11月9日に行われた亀岡市長選挙に出馬し初当選。2007年（平成19年）、2期目の当選。2011年（平成23年）、3期目の当選。
2015年（平成27年）6月25日、次期市長選に立候補しないことがメディアで報道された。
2020年、旭日小綬章受章。